# Taça de Portugal de 1986–87
A Taça de Portugal de 1986–87 foi a 47ª edição da Taça de Portugal. O Benfica venceu esta edição derrotando o Sporting por 2 a 1 na final.

## 1.ª Eliminatória
| Visitado                        | Resultado | Visitante                             |
| ------------------------------- | --------- | ------------------------------------- |
| FC Vinhais (III)                | 1-1       | Moreirense (III)                      |
| Usseira (III)                   | 4-2       | Ginásio de Alcobaça (III)             |
| USC Paredes (III)               | 0-2       | Ovarense (III)                        |
| Viseu e Benfica (III)           | 1-2       | Anadia FC (III)                       |
| Vitória Lisboa (III)            | 1-0       | Lusitano de Évora (III)               |
| Valpaços (III)                  | 1-1       | Lousada (III)                         |
| Esposende (III)                 | 2-1       | Vila Real (III)                       |
| Sintrense (III)                 | 2-1       | Grupo Desportivo de Portel (D)        |
| União de Santarém (III)         | 6-1       | GD Praia Vieira (D)                   |
| Praiense (III)                  | 0-1       | Vilafranquense (III)                  |
| Campomaiorense (III)            | 0-0       | Lusitano VRSA (D)                     |
| Vieira (III)                    | 2-0       | Maria da Fonte (D)                    |
| SL Cartaxo (III)                | 2-1       | Pescadores da Costa de Caparica (III) |
| União de Lamas (III)            | 4-1       | Vianense (III)                        |
| Torralta (III)                  | 5-0       | Atlético de Reguengos (III)           |
| Arcozelo (D)                    | 1-2       | Valonguense (III)                     |
| Ferrel (III)                    | 2-1       | Geraldes (D)                          |
| Vitória de Sernache (D)         | 2-2       | Guiense (III)                         |
| Lousanense (III)                | 4-0       | CD Gouveia (III)                      |
| Cesarense (III)                 | 1-0       | Paivense (D)                          |
| Delães (III)                    | 0-1       | São Pedro da Cova (D)                 |
| Amares (III)                    | 0-0       | Limianos (III)                        |
| Louletano (III)                 | 5-1       | Imortal (III)                         |
| Cambres (D)                     | 2-0       | Sabugal (D)                           |
| Benfica de Castelo Branco (III) | 1-0       | Mirandense (III)                      |
| Fronteirense (III)              | 1-1       | Lajense (D)                           |
| Atlético do Cacém (III)         | 2-1       | Vialonga (III)                        |
| Moura (III)                     | 4-2       | Sporting de Cuba (D)                  |
| Pedrouços (III)                 | 1-0       | Amarante (III)                        |
| Benfica Águia (D)               | 2-0       | Juventude Campinense (III)            |
| União Belmonte (III)            | 2-1 a.p.  | Santacombadense (III)                 |
| Caldas (III)                    | 2-0       | UD Oliveirense (III)                  |
| Bombarralense (III)             | 2-0       | Desportivo de Castelo Branco (D)      |
| Portalegrense (III)             | 2-0       | Leiria e Marrazes (III)               |
| Argus (D)                       | 0-2       | Luso (III)                            |
| Quarteirense (III)              | 0-0       | Lourinhanense (D)                     |
| Sesimbra (III)                  | 2-1       | Os Gavionenses (D)                    |
| Marítimo Graciosa (D)           | 0-1       | Portosantense (D)                     |
| Tabuense (III)                  | 1-2       | Os Marialvas (III)                    |
| Forjães (D)                     | 1-3       | Joane (III)                           |
| Seixal (III)                    | 3-3 a.p.  | Santa Clara (III)                     |
| Marco (III)                     | 2-1       | Gondomar (D)                          |
| Infesta (III)                   | 2-1       | Merelinense (III)                     |
| CRD Moreirense (D)              | 2-0       | União de Seia (III)                   |
| Odivelas (III)                  | 2-1       | Quimigal do Barreiro (III)            |
| Santa Maria (III)               | 4-1       | Os Ceramistas (D)                     |
| Mogadourense (D)                | 0-5       | Macedo de Cavaleiros (III)            |
| Monte Caparica (D)              | 3-1       | Águias de Camarate (D)                |
| Piense (III)                    | 1-2       | Alvorense (III)                       |
| Pessegueirense (D)              | 0-1       | Tondela (III)                         |
| Ponte da Barca (III)            | 2-0       | Neves (III)                           |
| Eléctrico (III)                 | 3-1       | Alcains (III)                         |
| Santa Iria (III)                | 3-0       | SL Olivais (III)                      |
| São Martinho (III)              | 0-1       | Ermesinde (III)                       |
| Fátima (III)                    | 1-0       | Amiense (D)                           |
| Os Nazarenos (III)              | 1-1       | Carvalhais (D)                        |
| Naval 1.º de Maio (III)         | 1-0       | Cortegaça (D)                         |
| Murça (D)                       | 1-2       | Atlético de Valdevez (III)            |
| Olivais e Moscavide (III)       | 2-1       | Vasco da Gama de Sines (III)          |
| Oliveira do Bairro (III)        | 1-0       | Mealhada (III)                        |
| Oliveira do Hospital (III)      | 2-1       | Oliveirinha (III)                     |
| Oliveira do Douro (III)         | 2-1       | Leça (III)                            |
| Paio Pires (D)                  | 1-3       | Juventude Évora (III)                 |
| Amora (III)                     | 1-1       | Silves (III)                          |

### Desempates
| Visitado          | Resultado      | Visitante               |
| ----------------- | -------------- | ----------------------- |
| Lourinhanense (D) | 4-1            | Quarteirense (III)      |
| Lusitano VRSA (D) | 1-1 (3-1 g.p.) | Campomaiorense (III)    |
| Limianos (III)    | 0-0 (3-4 g.p.) | Amares (III)            |
| FC Vinhais (III)  | 0-1            | Moreirense (III)        |
| Lajense (D)       | 1-0            | Fronteirense (III)      |
| Guiense (III)     | 2-1            | Vitória de Sernache (D) |
| Lousada (III)     | 0-0 (5-4 g.p.) | Valpaços (III)          |
| Carvalhais (D)    | 0-2            | Os Nazarenos (III)      |
| Santa Clara (III) | 1-4            | Seixal (III)            |
| Silves (III)      | 3-0            | Amora (III)             |

## 2.ª Eliminatória
| Visitado                   | Resultado | Visitante                       |
| -------------------------- | --------- | ------------------------------- |
| Caldas (III)               | 3-2       | Monte Caparica (III)            |
| Torralta (III)             | 1-0       | União de Coimbra (II)           |
| Vitória de Guimarães (I)   | 4-1       | Vitória de Setúbal (II)         |
| Lixa (II)                  | 4-0       | Lousada (III)                   |
| Nacional (II)              | 1-2 a.p.  | Os Marialvas (III)              |
| União da Madeira (II)      | 1-1       | Fafe (II)                       |
| Lusitânia (II)             | 3-0       | Eléctrico (III)                 |
| Lajense (D)                | 1-0       | Ferrel (III)                    |
| CRD Moreirense (D)         | 0-1       | Lusitânia de Lourosa (II)       |
| Naval 1.º de Maio (III)    | 4-2       | Usseira (III)                   |
| Oliveira do Bairro (III)   | 2-1       | Mangualde (II)                  |
| Juventude Évora (III)      | 0-1 a.p.  | Boavista (I)                    |
| Estoril-Praia (II)         | 2-0       | Sintrense (III)                 |
| Bragança (II)              | 1-0       | Atlético de Valdevez (III)      |
| Tirsense (II)              | 1-0       | Sacavenense (II)                |
| Oliveira do Hospital (III) | 0-0       | Ermesinde (III)                 |
| Joane (III)                | 2-1       | Peniche (II)                    |
| Gil Vicente (II)           | 1-2       | Esperança de Lagos (II)         |
| Guiense (III)              | 0-3       | Vizela (II)                     |
| União de Santiago (II)     | 1-0 a.p.  | União de Leiria (II)            |
| Sporting da Covilhã (II)   | 2-1       | Vitória Lisboa (III)            |
| Torreense (II)             | 1-0       | Vilafranquense (III)            |
| Tondela (III)              | 2-0 a.p.  | Santa Maria (III)               |
| União de Lamas (III)       | 2-0       | Lusitano VRSA (D)               |
| Mirense (II)               | 2-1       | Sporting de Espinho (II)        |
| Olhanense (II)             | 5-0       | Odivelas (III)                  |
| Freamunde (II)             | 2-1       | Desportivo das Aves (II)        |
| Ponte da Barca (III)       | 0-2       | Académico de Viseu (II)         |
| Samora Correia (II)        | 1-0       | São Pedro da Cova (D)           |
| Silves (III)               | 1-0       | Sesimbra (III)                  |
| Farense (I)                | 1-0 a.p.  | Estrela da Amadora (II)         |
| Oriental de Lisboa (II)    | 4-0       | Macedo de Cavaleiros (III)      |
| Moreirense (III)           | 2-0       | Estrela de Portalegre (II)      |
| Cambres (D)                | 1-2       | Atlético CP (II)                |
| Feirense (II)              | 3-0 a.p.  | Moura (III)                     |
| Marinhense (II)            | 1-3       | Recreio de Águeda (II)          |
| Atlético do Cacém (III)    | 2-0       | Paços de Ferreira (II)          |
| Esposende (III)            | 1-2       | Louletano (III)                 |
| Guarda (II)                | 2-1       | Ovarense (III)                  |
| Montijo (II)               | 4-0       | Benfica de Castelo Branco (III) |
| Benfica Águia (D)          | 1-2 a.p.  | SL Cartaxo (III)                |
| Famalicão (II)             | 1-0       | Pedrouços (III)                 |
| Cova da Piedade (II)       | 3-0       | Portalegrense (III)             |
| Barreirense (II)           | 1-2       | União de Santarém (III)         |
| Infesta (III)              | 8-1       | Os Nazarenos (III)              |
| Anadia FC (III)            | 4-1       | Cesarense (III)                 |
| Amares (III)               | 2-0       | União Belmonte (III)            |
| FC Porto (I)               | 6-0       | Salgueiros (I)                  |
| Marítimo (I)               | 5-0       | Lourinhanense (D)               |
| Portosantense (D)          | 0-2       | Sporting (I)                    |
| Penafiel (II)              | 6-2       | Olivais e Moscavide (III)       |
| Trofense (II)              | 0-0 a.p.  | Sporting de Braga (I)           |
| O Elvas (I)                | 1-0       | Marco (III)                     |
| Lousanense (III)           | 1-4       | Belenenses (I)                  |
| Felgueiras (II)            | 2-2 a.p.  | Desportivo de Chaves (I)        |
| União de Almeirim (II)     | 1-1 a.p.  | Fátima (III)                    |
| Portimonense (I)           | 1-0       | Leixões (II)                    |
| Vieira (III)               | 1-1 a.p.  | Luso (III)                      |
| Alvorense (III)            | 0-1 a.p.  | Estarreja (II)                  |
| Bombarralense (III)        | 0-3       | Benfica (I)                     |
| Beira-Mar (II)             | 4-2       | Varzim (I)                      |
| Rio Ave (I)                | 5-0       | Valonguense (III)               |
| Santa Iria (III)           | 0-2       | Seixal (III)                    |
| Oliveira do Douro (III)    | 2-1 a.p.  | Académica de Coimbra (I)        |

### Desempates
| Visitado                 | Resultado | Visitante                  |
| ------------------------ | --------- | -------------------------- |
| Sporting de Braga (I)    | 4-0       | Trofense (II)              |
| Fátima (III)             | 3-1       | União de Almeirim (II)     |
| Desportivo de Chaves (I) | 4-1       | Felgueiras (II)            |
| Ermesinde (III)          | 7-1       | Oliveira do Hospital (III) |
| Luso (III)               | 1-2       | Vieira (III)               |
| Fafe (II)                | 5-2       | União da Madeira (II)      |

## 3.ª Eliminatória
| Visitado                 | Resultado | Visitante                 |
| ------------------------ | --------- | ------------------------- |
| Oliveira do Bairro (III) | 0-1       | O Elvas (I)               |
| Naval 1.º de Maio (III)  | 0-0       | União de Lamas (III)      |
| Oriental de Lisboa (II)  | 4-2       | Seixal (III)              |
| Marítimo (I)             | 0-1       | Torralta (III)            |
| Estoril-Praia (II)       | 0-0       | Ermesinde (III)           |
| Desportivo de Chaves (I) | 4-2       | Os Belenenses (I)         |
| Fátima (III)             | 2-6       | Torreense (II)            |
| Lajense (D)              | 0-3       | Samora Correia (II)       |
| Rio Ave (I)              | 3-1       | Caldas (III)              |
| Mirense (II)             | 3-3       | Silves (III)              |
| Vitória de Guimarães (I) | 2-1       | Joane (III)               |
| SL Cartaxo (III)         | 2-1       | Sporting de Braga (I)     |
| Vieira (III)             | 0-1       | Sporting da Covilhã (II)  |
| Tirsense (II)            | 0-0       | Farense (I)               |
| Beira-Mar (II)           | 0-1 a.p.  | Sporting (I)              |
| Recreio de Águeda (II)   | 2-1 a.p.  | Tondela (III)             |
| Penafiel (II)            | 2-1       | Os Marialvas (III)        |
| Montijo (II)             | 0-1       | Portimonense (I)          |
| Cova da Piedade (II)     | 2-3       | Olhanense (II)            |
| Feirense (II)            | 1-0       | Lusitânia de Lourosa (II) |
| Estarreja (II)           | 1-4       | FC Porto (I)              |
| Atlético CP (II)         | 5-2       | Guarda (II)               |
| Benfica (I)              | 4-0       | União de Santarém (III)   |
| Louletano (III)          | 0-1       | Atlético do Cacém (III)   |
| Esperança de Lagos (II)  | 4-1       | Bragança (II)             |
| Lixa (II)                | 3-0       | Oliveira do Douro (III)   |
| Moreirense (III)         | 0-1       | Boavista (I)              |
| Infesta (III)            | 5-0       | União de Santiago (II)    |
| Famalicão (II)           | 4-1       | Lusitânia (II)            |
| Amares (III)             | 1-3       | Vizela (II)               |
| Anadia FC (III)          | 2-1       | Académico de Viseu (II)   |
| Fafe (II)                | 3-0       | Freamunde (II)            |

### Desempates
| Visitado             | Resultado | Visitante               |
| -------------------- | --------- | ----------------------- |
| União de Lamas (III) | 1-2       | Naval 1.º de Maio (III) |
| Farense (I)          | 3-0       | Tirsense (II)           |
| Ermesinde (III)      | 2-0       | Estoril-Praia (II)      |
| Silves (III)         | 3-1       | Mirense (II)            |

## Dezasseis-avos de Final
| Visitado                 | Resultado | Visitante                |
| ------------------------ | --------- | ------------------------ |
| Recreio de Águeda (II)   | 0-1       | Ermesinde (III)          |
| Oriental de Lisboa (II)  | 2-3       | Sporting (I)             |
| O Elvas (I)              | 1-2       | Olhanense (II)           |
| Rio Ave (I)              | 3-1       | Lixa (II)                |
| Farense (I)              | 3-1       | Famalicão (II)           |
| Torralta (III)           | 2-0       | Vizela (II)              |
| SL Cartaxo (III)         | 0-0 a.p.  | Benfica (I)              |
| Naval 1.º de Maio (III)  | 0-6       | Boavista (I)             |
| Desportivo de Chaves (I) | 4-1       | Feirense (II)            |
| Esperança de Lagos (II)  | 3-0       | Atlético CP (II)         |
| Atlético do Cacém (III)  | 2-2 a.p.  | Sporting da Covilhã (II) |
| Anadia FC (III)          | 0-0 a.p.  | Torreense (II)           |
| Infesta (III)            | 0-1       | Portimonense (I)         |
| Silves (III)             | 2-1       | Penafiel (II)            |
| FC Porto (I)             | 5-0       | Samora Correia (II)      |
| Fafe (II)                | 0-3       | Vitória de Guimarães (I) |

### Desempates
| Visitado                 | Resultado | Visitante               |
| ------------------------ | --------- | ----------------------- |
| Sporting da Covilhã (II) | 2-1       | Atlético do Cacém (III) |
| Torreense (II)           | 1-0       | Anadia FC (III)         |
| Benfica (I)              | 7-0       | SL Cartaxo (III)        |

## Oitavos-de-final
| Visitado                 | Resultado | Visitante                |
| ------------------------ | --------- | ------------------------ |
| Benfica (I)              | 6–1       | Torreense (II)           |
| Boavista (I)             | 6–0       | Torralta (III)           |
| Portimonense (I)         | 1–0       | Ermesinde (III)          |
| Farense (I)              | 1–0       | Rio Ave (I)              |
| Olhanense (II)           | 1–1 a.p.  | Desportivo de Chaves (I) |
| Sporting (I)             | 5–0       | Esperança de Lagos (II)  |
| Vitória de Guimarães (I) | 2–0       | Silves (III)             |
| Sporting da Covilhã (II) | 0–2       | FC Porto (I)             |

### Desempates
| Vencedor                 | Resultado | Vencido        |
| ------------------------ | --------- | -------------- |
| Desportivo de Chaves (I) | 4–1       | Olhanense (II) |

## Quartos-de-final
| Visitado         | Resultado | Visitante                |
| ---------------- | --------- | ------------------------ |
| Portimonense (I) | 3–1       | Farense (I)              |
| Sporting (I)     | 4–1       | Desportivo de Chaves (I) |
| Boavista (I)     | 1–3       | Benfica (I)              |
| FC Porto (I)     | 5–0       | Vitória de Guimarães (I) |

## Meias-finais
| Visitado     | Resultado | Visitante        |
| ------------ | --------- | ---------------- |
| Benfica (I)  | 4–0       | Portimonense (I) |
| FC Porto (I) | 0–1 a.p.  | Sporting (I)     |

## Final
| 7 de junho de 1987 | Benfica            | 2 – 1 | Sporting   | Estádio Nacional, Jamor |
|                    | Diamantino 39' 55' |       | Marlon 80' |                         |

| Vencedor da Taça 1986/1987         |
| ---------------------------------- |
|                                    |
| Sport Lisboa e Benfica 21.° Título |